# Святое Тумботинское
Святое Тумботинское — озеро в Павловском районе Нижегородской области. Расположено в левобережье реки Оки — Нижегородской Мещере в остепнённом сосновом лесу в 5 км западнее рабочего поселка Тумботино.

## Описание
Святое Тумботинское относится к озёрам карстового происхождения и имеет неправильную двулопастную форму с высокими береговыми склонами и низменными берегами, окруженными сфагновой сплавиной. В отдельных местах сплавина расширяется образуя участки сфагнового болота с низкорослой сосной и вересковыми кустарниками. Вода в озере слабо минерализированная, довольно прозрачная с коричневым торфяным оттенком. Глубина 4 — 5 метров, местами до 11 метров.

## Флора
На озере и сфагновой сплавине встречаются редкие растения:
- Nymphaea tetragona — Кувшинка четырёхгранная
- Drosera anglica — Росянка английская
- Vaccinium microcarpum — Клюква мелкоплодная
- Rhynchospora alba — Очеретник белый
- Sphagnum fuscum — Сфагнум бурый
- Lycopodium selago — Плаун-баранец

## Рекреационное значение
Вблизи озера расположено две турбазы и несколько детских лагерей, также озеро пользуется популярностью у жителей города Павлово и близлежащих поселков.

## Легенды, связанные с озером
По преданию, на месте Свято-озера некогда была церковь, однажды внезапно провалившаяся и скрывшаяся под водами образовавшегося озера. Бросается в глаза сходство с легендой о граде Китеже и озере Светлояр. Кроме того, легенда о Святом озере имеет под собой больше реальных оснований, так как оно располагается в зоне интенсивных карстопроявлений. Об этом свидетельствуют многочисленные карстовые воронки по берегам озера, форма озера в виде наложенных друг на друга кругов (возможно, озеро заполнило карстовую котловину, образовавшуюся от слияния нескольких воронок) и наличие у него двойного дна.